# Leptostomum splachnoideum
Leptostomum splachnoideum är en bladmossart som beskrevs av W. J. Hooker och George Arnott Walker Arnott 1841. Leptostomum splachnoideum ingår i släktet Leptostomum och familjen Bryaceae. Inga underarter finns listade i Catalogue of Life.